# 1992 en Colombie-Britannique
Chronologie de la Colombie-Britannique
- 1988
- 1989
- 1990
- 1991
- 1992
- 1993
- 1994
- 1995
- 1996

Cette page concerne des événements qui se sont produits durant l'année 1992 dans la province canadienne de Colombie-Britannique.

## Politique
- Premier ministre : Michael Harcourt
- Chef de l'Opposition : Gordon Wilson du Parti libéral de la Colombie-Britannique
- Lieutenant-gouverneur : David Lam
- Législature :

## Événements
- Mise en service à Vancouver :
  - du Cassiar Tunnel (en), ouvrage routier  sur la route transcanadienne[1].
  - du Citygate, immeuble de logements à structure en béton de 30 étages (93.80 mètres de hauteur) , elle est située 1188 Quebec Street[2].

- Fermeture de la ville minière de Cassiar dans le nord de la province.

## Naissances

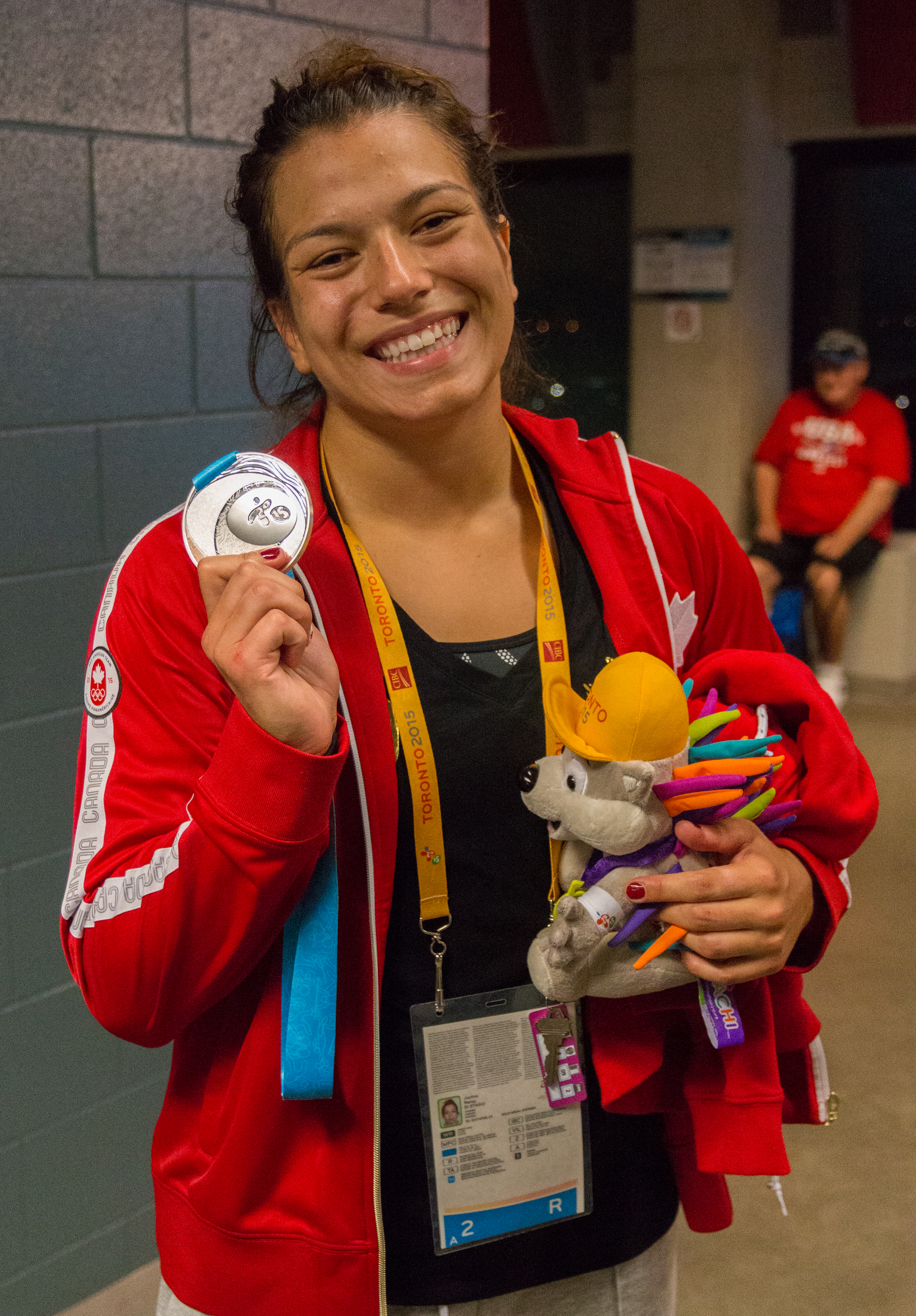
Justina Di Stasio.

- 22 novembre à Burnaby : Justina Di Stasio, lutteuse canadienne.